# Ángel Robles Guerrero
Ángel Manuel Robles Guerrero (Puerto Vallarta, 18 de noviembre de 2001) es un futbolista mexicano  que se desempeña en la demarcación de delantero en el Club Puebla de la Primera División de México.

## Trayectoria

### Club Puebla
El día 7 de agosto de 2021 debutaría con tan solo diecinueve años de edad con el Club Puebla en un partido correspondiente a la jornada 3 del Apertura 2021 ante el Club América que concluiría con victoria por 2-0 en contra de los poblanos.

### Club Atlético Morelia
Para el torneo Clausura 2022, Ángel fue cedido al Atlético Morelia de la Liga de Expansión MX, equipo con el cual jugó 19 partidos y anotó 4 goles.

## Estadísticas

### Clubes
Actualizado al último partido jugado el 25 de agosto de 2024.
| C. Puebla · México                | 1.ª                 | 2019-20             | 0  | 0 | 1 | 0 | - | - | 1  | 0 | 0.00 |
| C. Puebla · México                | 1.ª                 | 2020-21             | 1  | 0 | - | - | - | - | 1  | 0 | 0.00 |
| C. Puebla · México                | 1.ª                 | 2021-22             | 7  | 0 | - | - | - | - | 7  | 0 | 0.00 |
| C. Puebla · México                | 1.ª                 | 2023                | 15 | 2 | - | - | - | - | 15 | 2 | 0.15 |
| C. Puebla · México                | 1.ª                 | 2023-24             | 18 | 0 | - | - | 2 | 0 | 20 | 0 | 0.00 |
| C. Puebla · México                | 1.ª                 | 2024-25             | 1  | 0 | - | - | - | - | 1  | 0 | 0.00 |
| C. Puebla · México                | Total               | Total               | 42 | 2 | 1 | 0 | 2 | 0 | 45 | 2 | 0.10 |
| A. Morelia · México               | 2.ª                 | 2022                | 19 | 4 | - | - | - | - | 19 | 4 | 0.21 |
| A. Morelia · México               | Total               | Total               | 19 | 4 | 0 | 0 | 0 | 0 | 19 | 4 | 0.21 |
| Total en su carrera               | Total en su carrera | Total en su carrera | 61 | 6 | 1 | 0 | 2 | 0 | 64 | 6 | 0.17 |
| (1) Incluye datos de Copa México. |                     |                     |    |   |   |   |   |   |    |   |      |